# Markus Zimmermann-Acklin
Markus Zimmermann-(Acklin) (* 1962 in Niederlahnstein) ist ein deutscher römisch-katholischer Theologe mit Schwerpunkt in der Bioethik, insbesondere Fragen rund um das Lebensende. Er ist Vizepräsident der Nationalen Ethikkommission.

## Werdegang
Markus Zimmermann studierte in Frankfurt a.M. und Freiburg i.Ue. Theologie. 1997 promovierte er an der Universität Fribourg zur Euthanasie. Für seine Dissertation erhielt er den Kommende-Förderpreis des Sozialinstituts des Erzbistums Paderborn in Dortmund. 2007 wurde er von den Studierenden der Universität Luzern Credit Suisse Award for Best Teaching ausgezeichnet. 2011 habilitierte er und ist seit 2014 Titularprofessor an der Theologischen Fakultät der Universität Fribourg. Ebenfalls seit 2014 ist er Mitglied der Nationalen Ethikkommission im Bereich der Humanmedizin.

## Veröffentlichungen
- Zusammen mit Stefan Felder, Ursula Streckeisen & Brigitte Tag: Das Lebensende in der Schweiz. Individuelle und gesellschaftliche Perspektiven, Schwabe: Basel 2019.
- Bioethik in theologischer Perspektive. Grundlagen, Methoden und Bereiche, Academic Press Fribourg/Verlag Herder, Freiburg i.Ue./Freiburg i.Br. 2010, 2. erw. Aufl., zuerst 2009 (Studien zur theologischen Ethik, Bd. 126).
- Euthanasie. Eine theologisch-ethische Untersuchung, Universitätsverlag/Verlag Herder: Freiburg i.Ue./Freiburg i.Br. 2002, erweiterte und überarbeitete Zweitauflage, zuerst 1997 (Studien zur theologischen Ethik, Bd. 79).
- Zusammen mit Daniel Bogner Herausgeber der Reihe: Studien zur theologischen Ethik (SthE), Schwabe Basel/Echter-Verlag Würzburg.